# (8030) Williamknight
(8030) Williamknight  es un asteroide del cinturón principal perteneciente al cinturón exterior de asteroides, región del sistema solar que se encuentra entre las órbitas de Marte y Júpiter.
Fue descubierto el 29 de septiembre de 1991 por Robert H. McNaught desde el Observatorio de Siding Spring.

## Designación y nombre
Designado provisionalmente como 1991 SK, fue nombrado por el piloto de pruebas de la Fuerza Aérea, William J. Knight (1929-2004), quien fue el décimo piloto en volar el North American X-15 y realizó un total de 16 vuelos. Estos incluyeron el vuelo más rápido del X-15, que alcanzó Mach 6.7, y otro vuelo a 69600 metros, por el cual recibió alas de astronauta.

## Características orbitales
Williamknight está situado a una distancia media del Sol de 3,234 ua, pudiendo alejarse hasta 3,448 ua y acercarse hasta 3,021 ua. Su excentricidad es 0,066 y la inclinación orbital 7,203 grados. Emplea 2124,60 días en completar una órbita alrededor del Sol.

## Características físicas
La magnitud absoluta de Williamknight es 12,09. Tiene un diámetro de 20,579 km y un albedo de 0,049.